# Buddy Hield
Chavano Rainier "Buddy" Hield (Freeport, Bahamas, 17 de diciembre de 1992) es un jugador de baloncesto bahameño que pertenece a la plantilla de los Golden State Warriors de la NBA. Con 1,93 metros de altura, juega en la posición de escolta.

## Trayectoria deportiva

### High School
Hield creció en Eight Mile Rock en el distrito de Gran Bahama Occidental en las Bahamas.Su apodo se lo puso su madre Jackir Braynen a partir del personaje de Bud Bundy de la serie Matrimonio con hijos.
Cuando estaba en el instituto salió en la revista The All Bahamian Brand, una revista de baloncesto de Bahamas, que lo describió como el mejor jugador de octavo grado del país.
Mostró su capacidad de dirigir su equipo desde una edad joven, al tomar su equipo del instituto Jack Hayward a la victoria en el campeonato de Verano de Providence en un tiro sobre la bocina y también dirigiendo su equipo para ganar el Campeonato del instituto de Las Bahamas.
Por sus hazañas, fue nombrado un All bahamian.
Fue a la academia Sunrise Christian en Wichita, Kansas. Fue reclutado por Oklahoma después de su temporada sénior. En su temporada sénior, promedió 22,7 puntos con 49% en tiros de campo, jugando 21 minutos por partido.

### Universidad

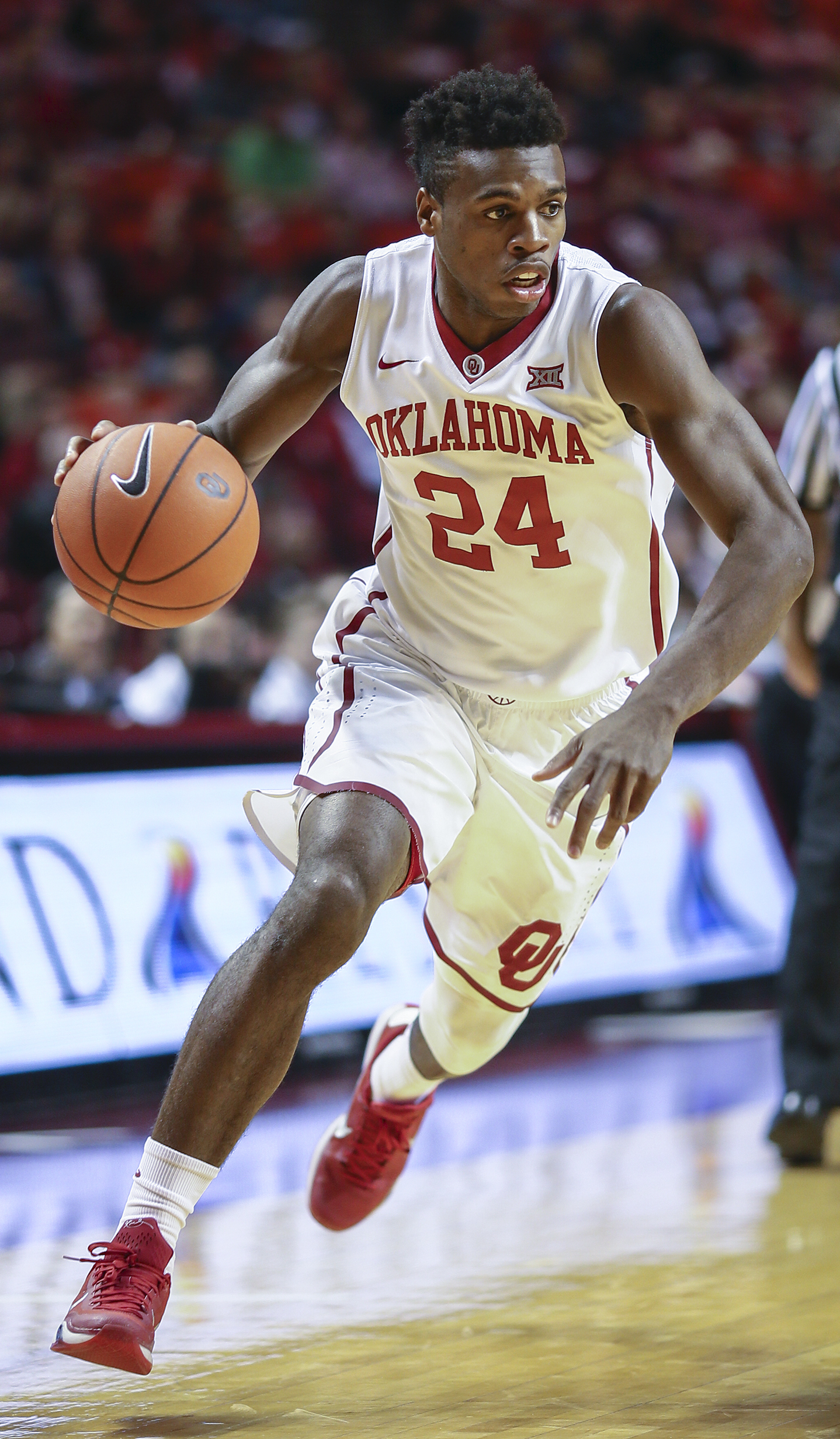
Buddy Hield con Oklahoma Sooners en 2016.

Disputó cuatro temporadas con los Sooners de la Universidad de Oklahoma.
Como freshman en Oklahoma, Hield promedio 7,8 puntos por partido, y fue el ganador del premio al jugador más inspirado. Estuvo en el segundo equipo del Big 12 como sophomore, promediando 16,5 puntos y 4,4 rebotes por partido. Trabajó en su defensa antes de su año júnior y expandió su juego ofensivo como triplista.
Hield promedió 17,4 puntos y 5,4 rebotes por partido como júnior en Oklahoma tirando con un 41%. Lideró a Oklahoma a un récord de 24-11 y llegó a los sweet 16. A pesar de poder presentarse al Draft de la NBA de 2015, decidió jugar su última temporada en la universidad.
Ganó el Premio al mejor Baloncestista Masculino del Año de la Big 12 Conference en 2015 y 2016.

#### Estadísticas
| Año     | Equipo   | PJ  | PT  | MPP  | %TC  | %3P  | %TL  | RPP | APP | ROB | TPP | PPP  |
| ------- | -------- | --- | --- | ---- | ---- | ---- | ---- | --- | --- | --- | --- | ---- |
| 2012–13 | Oklahoma | 27  | 13  | 25.1 | .388 | .238 | .833 | 4.2 | 1.9 | 1.2 | .3  | 7.8  |
| 2013–14 | Oklahoma | 33  | 33  | 32.1 | .445 | .386 | .750 | 4.4 | 1.9 | 1.4 | .2  | 16.5 |
| 2014–15 | Oklahoma | 35  | 35  | 32.4 | .412 | .359 | .823 | 5.4 | 1.9 | 1.3 | .2  | 17.4 |
| 2015–16 | Oklahoma | 37  | 37  | 35.4 | .501 | .457 | .880 | 5.7 | 2.0 | 1.1 | .5  | 25.0 |
| Total   | Total    | 132 | 118 | 31.7 | .448 | .390 | .836 | 5.0 | 1.9 | 1.3 | .3  | 17.4 |

### Profesional
Fue elegido en la sexta posición del Draft de la NBA de 2016 por New Orleans Pelicans.
Jugó media temporada en New Orleans Pelicans, promediando 8,6 puntos y 2,9 rebotes en poco más de 20 minutos y en febrero fue traspasado a los Sacramento Kings, incluido en el intercambio múltiple por DeMarcus Cousins de los Pelicans.
En su quinta temporada como profesional, la cuarta en Sacramento, el 27 de enero de 2020 ante Minnesota Timberwolves anotó 42 puntos, saliendo desde el banquillo. El 15 de febrero de 2020, durante el All-Star de 2020, fue campeón del concurso de triples.
El 8 de febrero de 2022, es traspasado junto a Tyrese Haliburton y Tristan Thompson a Indiana Pacers a cambio de Domantas Sabonis, Justin Holiday y Jeremy Lamb.
El 8 de febrero de 2024 es traspasado a Philadelphia 76ers en un intercambio entre tres equipos. Esa temporada disputó 84 encuentros.
El 4 de julio de 2024 es traspasado a Golden State Warriors, firmando contrato por dos temporadas y $21 millones.

### Selección nacional
Hield jugó con el equipo nacional de Bahamas en el Centrobasket de 2014, finalizando en séptimo lugar, y donde promedió 19,8 puntos y 6 rebotes por encuentro.
Nueve años después, en agosto de 2023, se une de nuevo al equipo nacional de Bahamas para el torneo preolímpico de 2024.

## Estadísticas de su carrera en la NBA

### Temporada regular
| Año     | Equipo       | PJ  | PT  | MPP  | %TC  | %3P  | %TL  | RPP | APP | ROB | TPP | PPP  |
| ------- | ------------ | --- | --- | ---- | ---- | ---- | ---- | --- | --- | --- | --- | ---- |
| 2016-17 | New Orleans  | 57  | 37  | 20.4 | .393 | .369 | .879 | 2.9 | 1.4 | .3  | .1  | 8.6  |
| 2016-17 | Sacramento   | 25  | 18  | 29.1 | .480 | .428 | .814 | 4.1 | 1.8 | .8  | .1  | 15.1 |
| 2017-18 | Sacramento   | 80  | 12  | 25.3 | .446 | .431 | .877 | 3.8 | 1.9 | 1.1 | .3  | 13.5 |
| 2018-19 | Sacramento   | 82  | 82  | 31.9 | .458 | .427 | .886 | 5.0 | 2.5 | .7  | .4  | 20.7 |
| 2019-20 | Sacramento   | 72  | 44  | 30.8 | .429 | .394 | .846 | 4.6 | 3.0 | .9  | .2  | 19.2 |
| 2020-21 | Sacramento   | 71  | 71  | 34.3 | .406 | .391 | .846 | 4.7 | 3.6 | .9  | .4  | 16.6 |
| 2021-22 | Sacramento   | 55  | 6   | 28.6 | .382 | .368 | .870 | 4.0 | 1.9 | .9  | .3  | 14.4 |
| 2021-22 | Indiana      | 26  | 26  | 35.6 | .447 | .362 | .886 | 5.1 | 4.8 | .9  | .4  | 18.2 |
| 2022-23 | Indiana      | 80  | 73  | 31.0 | .458 | .425 | .822 | 5.0 | 2.8 | 1.2 | .3  | 16.8 |
| 2023-24 | Indiana      | 52  | 28  | 25.7 | .443 | .384 | .848 | 3.2 | 2.7 | .8  | .6  | 12.0 |
| 2023-24 | Philadelphia | 32  | 14  | 25.8 | .426 | .389 | .923 | 3.2 | 3.0 | .8  | .3  | 12.2 |
| 2024-25 | Golden State | 82  | 22  | 22.7 | .417 | .370 | .828 | 3.2 | 1.6 | .8  | .3  | 11.1 |
| Total   | Total        | 714 | 436 | 28.3 | .433 | .397 | .858 | 4.1 | 2.5 | .9  | .3  | 15.0 |

### Playoffs
| Año   | Equipo       | PJ | PT | MPP  | %TC  | %3P  | %TL   | RPP | APP | ROB | TPP | PPP  |
| ----- | ------------ | -- | -- | ---- | ---- | ---- | ----- | --- | --- | --- | --- | ---- |
| 2024  | Philadelphia | 4  | 0  | 12.7 | .412 | .462 | 1.000 | 1.3 | .5  | .0  | .3  | 5.5  |
| 2025  | Golden State | 12 | 9  | 27.3 | .416 | .429 | .929  | 3.5 | 1.8 | 1.2 | .4  | 12.5 |
| Total | Total        | 16 | 9  | 23.6 | .415 | .433 | .938  | 2.9 | 1.4 | .9  | .4  | 10.8 |